# 小行星5782
小行星5782（5782 Akirafujiwara）是一颗绕太阳运转的小行星，为主小行星带小行星。该小行星于1991年1月7日发现。

## 轨道参数
小行星5782的轨道半长轴为2.2828872 UA，离心率为0.089。